# 京成1600形電車
京成1600形電車（けいせい1600がたでんしゃ）は、京成電鉄が所有していた電車である。当初は「開運号」専用特急形電車であり、更新後は一般車両として使用された。

## 概要

### 前期
1953年（昭和28年）にモハ1601とクハ1602の2両編成で登場した。製造は汽車製造東京支店。
正面2枚窓の「湘南タイプ」の前面を持つノーシル・ノーヘッダーの流麗な車体を持ち、室内もデパート風の扉や壁を利用したショーウィンドーなどのアイデアを生かしたデザインとなり、さらに簡易リクライニングシートを採用。1954年（昭和29年）春には日本テレビ放送網の協力によりRCA製白黒テレビを装備した。簡易リクライニングシートは日本の私鉄史上初採用、鉄道車両へのテレビの搭載としては京阪電気鉄道1800系よりも早く、日本で最初である。これは大阪地区のテレビ本放映開始が1954年（昭和29年）と、東京地区より1年遅かった影響でもある。便所はクハ1602に設置。
なお流麗なボディではあるものの、高性能車輌が出現する直前に登場したこともあり半鋼製であり、駆動装置は吊り掛け式で、主電動機は600形と同じTDK-553、制御装置は手持ち品のES-516-B、台車はKS-104Aを装備。また、連結面には京成の車両としては初めて密着自動連結器を採用した。当初の計画ではモハ - サハ - モハの3連としていたものを見直したことから、クハ1602は中間車増備の時点で電動車化することとしていた。このためクハ1602の屋上にもパンタグラフ搭載の準備がされていた。
1958年（昭和33年）に売店設備を持つパンタグラフのない中間電動車モハ1603（車体は全鋼製、汽車製）を増備。便所・水タンクの関係からクハ1602の電動車化は見送られたが、パンタグラフの取り付けが行なわれた。モハ1603の台車はKS-113Xだったが、後に他の2輛とあわせるためクハ2111のKS-104Aと交換している。
製造はこの3両1編成のみに終わり、入場時の代替や臨時列車の増発は、当初1500形が、後に3150形セミクロスシート仕様車（3191 - 3194）が使用された。製造当初は「私鉄の特ロ」と呼ばれるほど高水準のアコモデーションを誇った当系列であったが、前述のとおり吊り掛け駆動・一部半鋼製であり、機器の老朽化もあって、1967年（昭和42年）3200形セミクロスシート仕様車（3291 - 3298）登場を前に特急運用を離脱した。

### 後期
特急運用を離脱した後、1968年（昭和43年）にモハ1601とクハ1602が帝國車輛工業で新造車体に更新された。同時に制御装置が700系と同形の多段式ES-700Cに変更された（このことから、この2両は広義の700系に編入されたものとも考えられる）。この更新で不要となった旧車体のうち先頭車二輛は谷津遊園（すでに閉園）に保存、中間車は津田沼第二工場に保管されたが、数年で解体された。
更新後は、青電と同じく片開き3扉ではあるものの無塗装に青帯を配したアルミ車体（1D4D4D1）であった。更新の際にモハ1601はモハ1602、クハ1602はクハ1601に改められたが、付随車で本来「サハ」と名乗るところを、制御車を表す「クハ」と名乗った珍しい事例となった。この2両は窓配置が同一のクハ2203とモハ704に挟まれて使用された。ただしモハ1602が吊り掛け式なのに対してモハ704は700形唯一のカルダン式であったため、違う駆動方式の混成となった。
1974年（昭和49年）、それまで行商専用列車として運用されていた旧型車が廃車となったため、アルミ車を含む編成が3連に短縮の上で起用されることとなった。モハ704-モハ1602との連結面では貫通路幅の違い(700mm-1100mm)があったため，この間はテーパー幌を使用するとともにモハ1602の貫通路に改造を行なって使用した。編成から外れたクハ1601は廃車となった。
モハ1603は当時青電の付随車が不足していたことから電装を解除されて、大栄車輌製造のモハ200系車体新造車と同じタイプの普通鋼製車体に移し替えられてクハ1603となった。しかし先頭車として使われる機会はほとんどなく、終生510形3両の中間に組み込まれ、新京成電鉄へ譲渡されずに1976年（昭和51年）に廃車となった。
1981年（昭和56年）にモハ1602が廃車されて形式消滅。この時点で京成の釣り掛け駆動の営業用車輛が消滅した。
2006年（平成18年）現在、宗吾車両基地内でモハ1602の車体が物置として利用されている。
なお、この時試作されたアルミ車は長らく京成では実用化されなかったが、2010年（平成22年）に営業を開始した新型AE車で初めて本格採用された。